# Saponaria
- Commons
- Wikispecies

Saponária (Saponaria)  L. é um gênero botânico da família Caryophyllaceae.

## Espécies
- Saponaria bellidifolia
- Saponaria caespitosa
- Saponaria calabrica
- Saponaria lutea
- Saponaria ocymoides
- Saponaria officinalis
- Saponaria pumila
- Saponaria sicula
- Lista completa

## Classificação do gênero
| Sistema | Classificação                   | Referência               |
| ------- | ------------------------------- | ------------------------ |
| Linné   | Classe Decandria, ordem Digynia | Species plantarum (1753) |